# プリズマン
プリズマン（prismane）は、化学式C6H6の多環式炭化水素の一つである。ベンゼンの異性体、具体的には結合異性体である。プリズマンはベンゼンと比べてかなり不安定である。プリズマン分子の炭素（および水素）原子は、6原子三角柱の形に配置されている。 これは、プリズマン類の中で最も単純な化合物である。アルベルト・ラーデンブルクは現在ベンゼンとして知られている化合物についてこの構造を提唱した。このためトリプリズマンは「ラーデンブルクベンゼン」と呼ばれることもある。実際にプリズマンが合成されたのは1973年である。
角柱 (prism) の頂点に炭素原子を配した炭化水素をプリズマンと総称する（プリズマン類）。三角柱（トリプリズマン）、四角柱（キュバン）、五角柱（ペンタプリズマン）の3種がこれまでに合成されている。ただし、単に「プリズマン」と言ったときには本項で解説する三角柱型のものを指すことが多い。ペンタプリズマンは四角形の面を下にして置いたときに家の形に見えるため、「ハウサン」（housane）とも呼ばれたが、現在これは別の化合物の名前として用いられている。1981年、キュバンの合成を達成したフィリップ・イートンによって合成された。

## 歴史
19世紀中頃、研究者らは燃焼分析によってその実験式がC6H6であると決定されていたベンゼンについていくつかの可能な構造を提唱した。1867年にケクレによって提唱された最初の構造は、後にベンゼンの真の構造に最も近いことが判明した。この構造から着想を得て、ベンゼンの実験式と一致するその他の構造が提唱された。例えば、ラーデンブルクはプリズマンを提唱し、デュワーはデュワーベンゼンを提唱し、ケルナーとクラウスはクラウスベンゼンを提唱した。これらの構造のうちの一部はその後に合成されることになる。その他のベンゼンの提唱構造と同様に、プリズマンは今でもしばしば文献で引用される。これは、ベンゼンのメソメリー構造と共鳴の理解に向けた歴史的奮闘の一部であるためである。一部の計算化学者らは、今でもC6H6の可能な異性体間の差異を研究している。

## 性質
プリズマンは室温で無色の液体である。三角形内の炭素-炭素結合の角度が理想的な109°から60°までずれていることによって、高い環ひずみが生じている。これはシクロプロパンの環ひずみとよく似ているが、それよりも大きい。プリズマンは爆発性であり、炭化水素では珍しい。この環ひずみのため、結合の結合エネルギーは弱く、低い活性化エネルギーで切れる。このことがプリズマンの合成を困難なものにしている。ウッドワードとホフマンは、プリズマンのベンゼンへの熱的転位は対称禁制であると記しており、これを「紙の檻を逃げ出すことができない怒れる虎」になぞらえている。大きなひずみがかかっている割には安定だが、徐々にベンゼンに異性化していく。半減期は90 ℃で 11時間である。
置換誘導体ヘキサメチルプリズマンはより高い安定性を示し、1966年に転位反応によって合成された。

## 合成

プリズマンの合成

合成はベンズバレン (1) および4-フェニルトリアゾリドン（強いジエノフィル）(2) から始まる。この反応は段階的ディールス・アルダー様反応であり、中間体としてカルボカチオンが形成する。付加体 (3) は次に塩基性条件下で加水分解され、その後酸化されアゾ化合物 (5) が再結晶で得らえる。最終段階はアゾ化合物の光分解である。この光分解によって、ビラジカルを経て、プリズマン (6) が形成する。プリズマンはガスクロマトグラフィーによって単離された。